# Rudolf Salat
Rudolf Salat (* 12. März 1906 in Steinbach, Mainburg; † 8. August 1994) war ein deutscher Diplomat.

## Leben
Rudolf Salat studierte in München, Paris und Genf Rechtswissenschaft. Von 1930 bis 1949 war er Mitarbeiter und Geschäftsführer des internationalen Generalsekretariats der Pax Romana in Freiburg im Üechtland. Von 1939 bis 1945 war er in den Vereinigten Staaten und in Südamerika tätig. Er leitete 1950 im Bundeskanzleramt die Verbindungsstelle zur Alliierten Hohen Kommission und war von 1950 bis 1954 Kulturreferent und kommissarischer Leiter der Kulturabteilung des Auswärtigen Amtes. Im Rahmen der Neugründung und Förderung des Vereins für Deutsche Kulturbeziehungen im Ausland prägte Salat maßgeblich die Kulturpolitik.
Rudolf Salat war von 1954 bis 1957 Botschaftsrat an der Botschaft der Bundesrepublik Deutschland beim Heiligen Stuhl. Von 1957 bis 1961 war Salat vom Auswärtigen Amt beurlaubt als internationaler Beamter bei der UNESCO in Paris. Salat hatte von 1962 bis 1967 das Exequatur als Generalkonsul in Mailand. Außerdem war er von 1967 bis 1970 Botschafter in Santiago de Chile. 1970 wurde er in den Ruhestand versetzt.
Im April 2016 hat Bundesaußenminister Frank-Walter Steinmeier „wegen der Sektensiedlung Colonia Dignidad in Chile jahrelange gravierende Versäumnisse des Auswärtigen Amtes und des damaligen Botschaftspersonals eingeräumt. "Von den sechziger bis in die achtziger Jahre haben deutsche Diplomaten bestenfalls weggeschaut – jedenfalls eindeutig zu wenig für den Schutz ihrer Landsleute in dieser Kolonie getan"“.